# Бінц
Бінц (нім. Binz) — громада в Німеччині, розташована в землі Мекленбург-Передня Померанія. Входить до складу району Передня Померанія-Рюген.
Площа — 25,22 км2. Населення становить 5488 ос. (станом на 31 грудня 2020).